# Енді Таунсенд
Ендрю «Енді» Девід Таунсенд (англ. Andy Townsend, 23 липня 1963, місто Мейдстон, графство Кент) — колишній професійний футболіст, який брав участь у двох чемпіонатах світу з футболу, грав за збірну Ірландії, зараз працює теле та радіо диктором.
Під час професійних виступів грав переважно на позиції півзахисника.

## Кар'єра футболіста

### Клубна кар'єра
За свою кар'єру Таунсенд грав за такі команди: Веллінг Юнайтед, Веймут, Саутгемптон, Норвіч Сіті, Челсі, Астон Вілла, Мідлсбро, Вест-Бромвіч Альбіон. Всього на професійному рівні провів 528 матчів, забивши 52 голи.

### Національна збірна
За національну команду Ірландії дебютував 7 лютого 1989 у товариському матчі проти збірної Франції у віці 25 років. Всього ж за національну команду провів 70 матчів, забивши 7 голів.

## Досягнення
- Володар Кубку Футбольної ліги (2):

«Астон Вілла»: 1994, 1996